# Доаб
Доаб (перська, урду: дō, «два» + āб, «вода» або «річка») — термін, що використовується в Індії та Пакистані для позначення «язика» або ділянки землі (міжріччя), розташованої між двома річками, що зливаються.

## Уттар-Прадеш

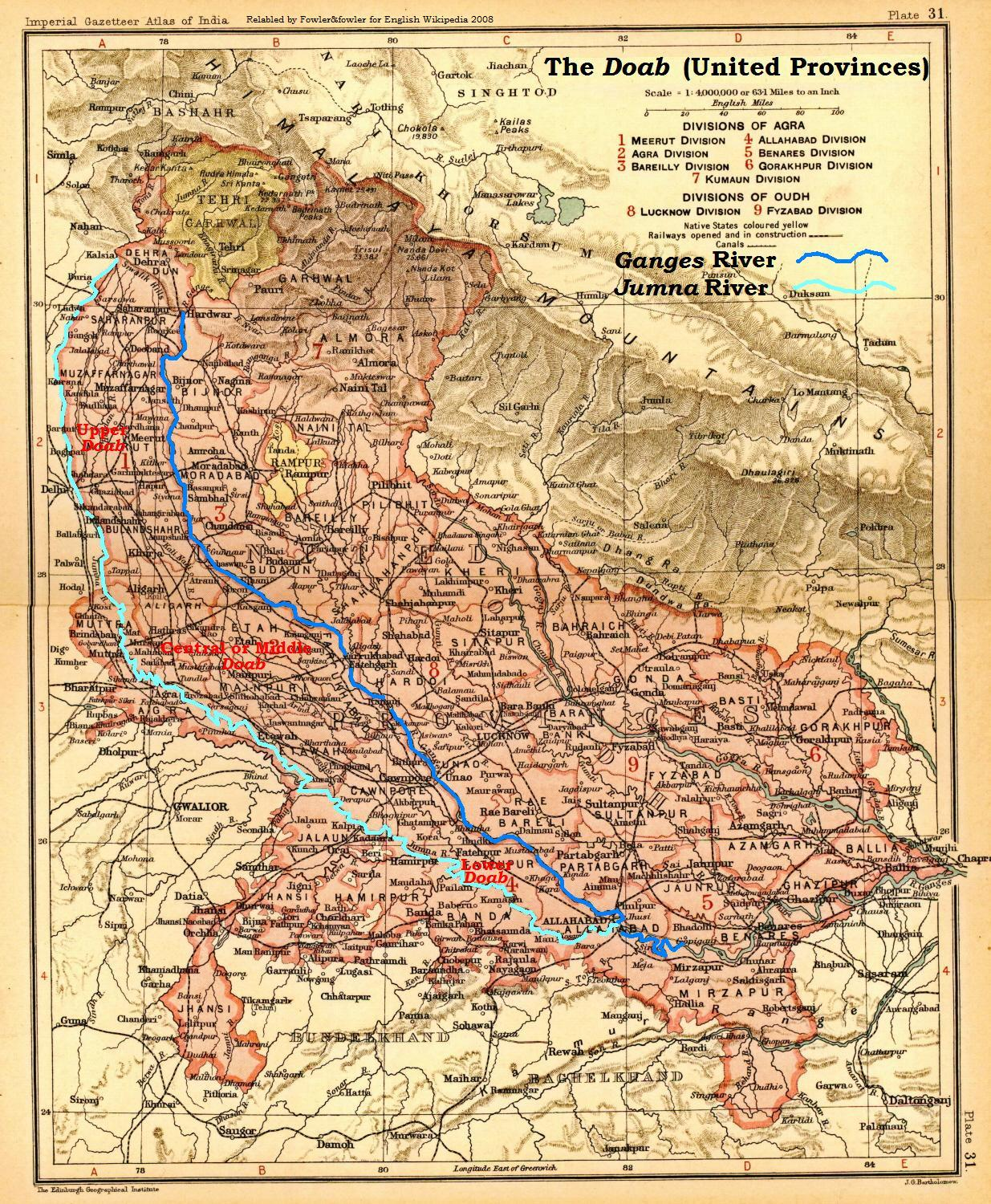
Карта Доабу показує субрегіони: Верхній Доаб, Центральний або Середній Доаб і Нижній Доаб.

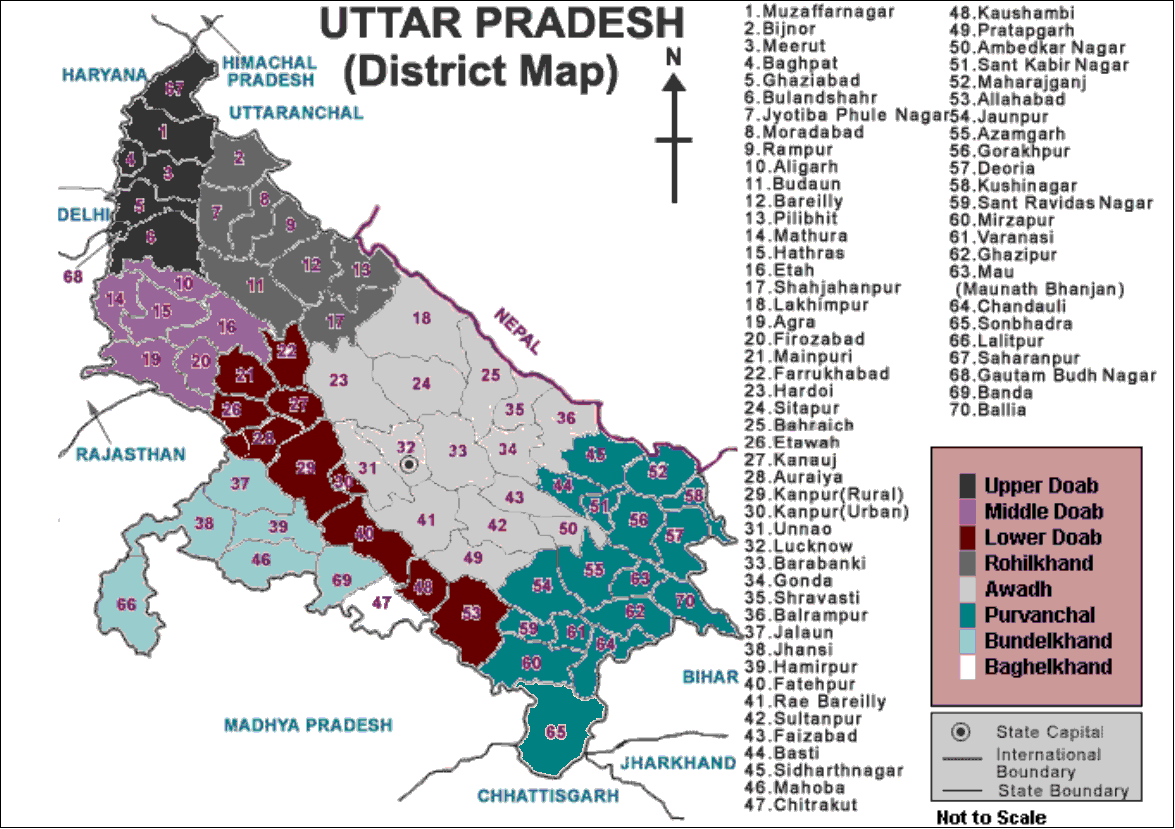
Регіони Уттар-Прадеш

Якщо слово Доаб застосовують, не називаючи будь-яких річок, то воно означає плоску алювіальну ділянку землі, розташовану між Гангом і Джамною на заході та південному заході індійського штату Уттар-Прадеш, яка простягається від Шиваліка до злиття двох річок у Праяградж. Його площа становить 60 500 км2; приблизно 805 км завдовжки і 97 км завширшки.
Такі округи/штати є частинами Доабу:
- Верхній Доаб:

Руркі, Музаффарнагар, Сахаранпур, Мірут, Баґпат, Деобанд, Газіабад, Ґаутам-Будх-Наґар та Буландшахр
- Центральний (Середній) Доаб:

Аліґарх, Етах, Гатграс, Фірозабад, Матхура та Аґра (Матхура і Аґра лежать по той бік Ямуни в районі Брадж).
- Нижній Доаб:

МаЇнпурі, Етавах, Фаррукхабад, Каннаудж, Аурая, Канпур, Фатехпур, Каушамбі та Праяградж (між річок).

## Доаби в районі Пенджабу

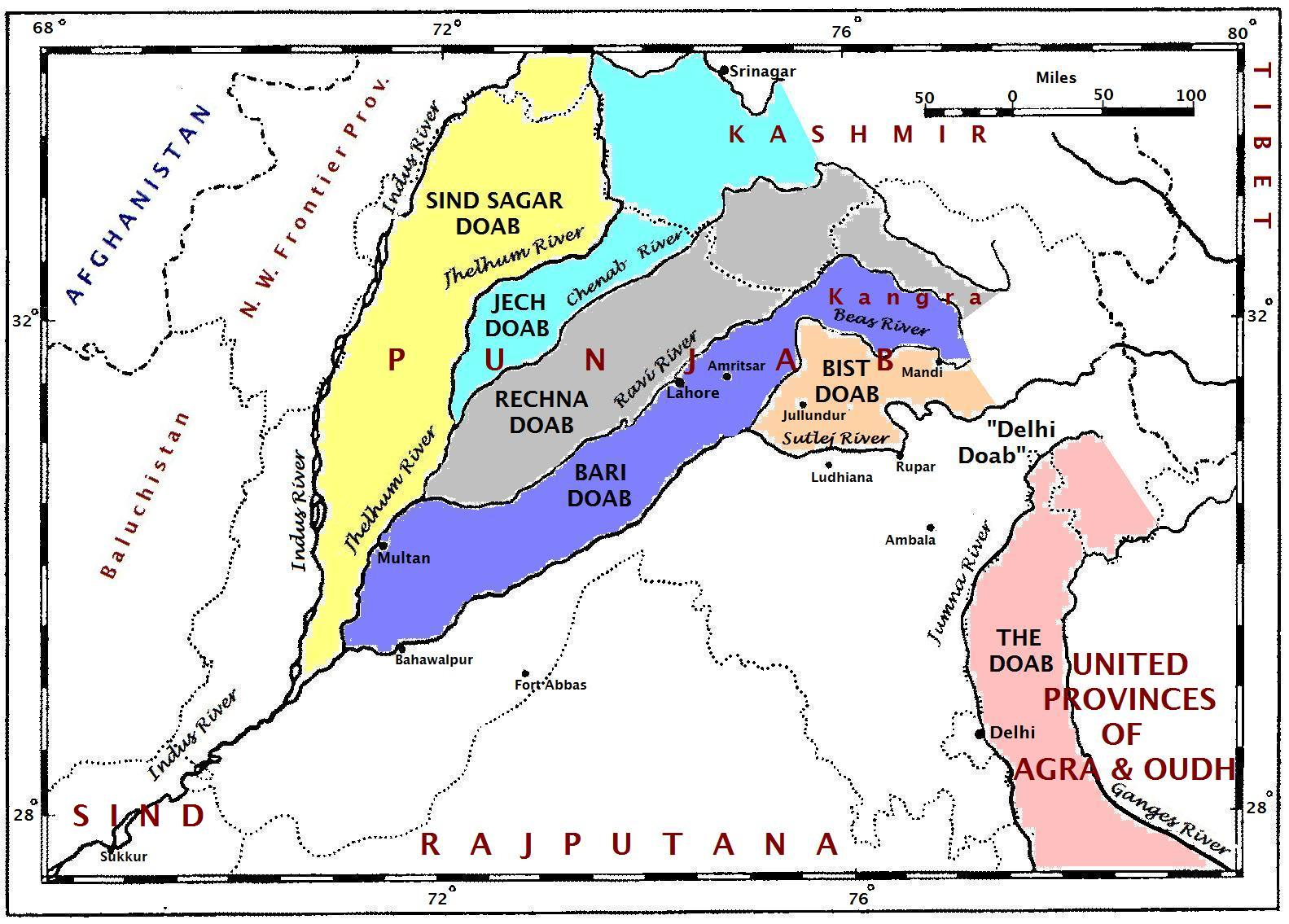
Карта, що відноситься приблизно до 1947 року, зображує різні доаби

Кожна з ділянок землі, які лежать між річками регіону Пенджаб, що зливаються, має власну назву. Кажуть, що вигадав їх раджа Тодар Мал, міністр Акбара, імператора Імперії Великих Моголів. Кожна назва (за винятком «Сіндх Сагар») складена з перших літер (відповідно до перської абетки) назв річок, що оточують певний доаб. Наприклад, Джеч = 'Дже'(Джелум) + 'Ч'(Ченаб). Назви (із заходу на схід):
- Сінд Сагар Доаб лежить між річками Інд і Джелам.

Головними містами в Сінд Сагар Доабі є Равалпінді та Ісламабад. Складається з таких районів: Шахпур, Дера-Ісмаїл-Хан, Чаквал, Джелам, Банну, Музаффаргарх, Джанг, Гуджрат, Хазара і великий Соляний хребет. Головним діалектом тут є доабі.
- Джеч Доаб (також Чадж) — між річками Джелам і Чинаб.

Головними районами тут є округ Гуджрат, Саргодга, Манді-Бахауддін, Малквал, Шахпур, Пхаліа, Сарай-Аламгір та Кхаріан. Головним діалектом тут є шахпурі.
- Речна Доаб — між річками Чинаб і Раві.

Головним діалектом тут є речнаві.
- Барі Доаб або Маджга — між річками Раві та Біас.

Головні міста: Амритсар, Батала, Маджитха, Шрі Харгобіндпур, Дера Баба Нанак, Кадіан, Патханкот, Равалпінді, Гурдаспур, Наровал, Лахор, Касур, Шекхупура, Нанкана-Сахіб, Сіялкот, Вазірабад, Гуджрат і Тарн-Таран-Сахіб.
- Біст Доаб (також Джуллундур Доаб або Доаба) — між річками Біс та Сатледж.

Включає такі округи: Джаландгар, Хошіарпур, Капуртхала, Шахидбхагатсінгхнагар.
Також землю, що лежить між Сатледжем і Джамною, іноді називають Делі Доаб, хоча, строго кажучи, доабом він не є, адже річки, що його оточують, Ямуна і Сатледж, не зливаються.

## Райчур
Райчур Доаб — трикутна територія штатів Андгра-Прадеш і Карнатака, що лежить між річкою Крішною та її притокою Тунґабгадра. Названо на честь міста Райчур.